# 도널드 쿡

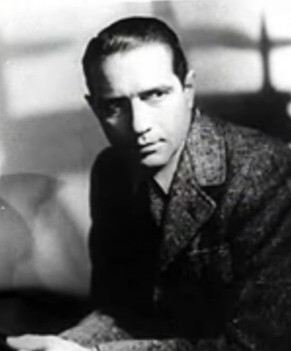

도널드 쿡(Donald Cook, 1901년 9월 26일 ~ 1961년 10월 1일)은 미국의 연극 배우, 영화배우, 텔레비전 배우이다.
포틀랜드에서 태어났으며 뉴헤이번에서 사망하였다. 사인은 심근 경색이다.

## 영화
- 쇼 보트 (1936년)
- 비바 빌라! (1934년)
- 베이비 페이스 (1933년) - 네드 스티븐스 역
- 더 월드 체인지 (1933년)
- 더 트라이얼 오브 비비엔 웨어 (1932년)
- 하트 오브 뉴욕 (1932년)
- 세이프 인 헬 (1931년)
- 스마트 머니 (1931년)
- 공공의 적 (1931년)